# Singly
Singly és un municipi francès situat al departament de les Ardenes i a la regió del Gran Est. L'any 2007 tenia 126 habitants.

## Demografia

### Població
El 2007 la població de fet de Singly era de 126 persones. Hi havia 48 famílies de les quals 12 eren unipersonals (12 dones vivint soles i 12 dones vivint soles), 16 parelles sense fills, 16 parelles amb fills i 4 famílies monoparentals amb fills.
La població ha evolucionat segons el següent gràfic:
Habitants censats

### Habitatges
El 2007 hi havia 59 habitatges, 50 eren l'habitatge principal de la família, 4 eren segones residències i 5 estaven desocupats. 58 eren cases i 1 era un apartament. Dels 50 habitatges principals, 41 estaven ocupats pels seus propietaris i 8 estaven llogats i ocupats pels llogaters; 2 tenien tres cambres, 11 en tenien quatre i 36 en tenien cinc o més. 43 habitatges disposaven pel capbaix d'una plaça de pàrquing. A 18 habitatges hi havia un automòbil i a 24 n'hi havia dos o més.

### Piràmide de població
La piràmide de població per edats i sexe el 2009 era:
| Homes | Edats   | Dones |
| ----- | ------- | ----- |
| 0     | 95 o +  | 0     |
| 0     | 90 a 94 | 0     |
| 0     | 85 a 89 | 0     |
| 0     | 80 a 84 | 0     |
| 4     | 75 a 79 | 4     |
| 0     | 70 a 74 | 8     |
| 4     | 65 a 69 | 4     |
| 0     | 60 a 64 | 4     |
| 4     | 55 a 59 | 0     |
| 4     | 50 a 54 | 4     |
| 4     | 45 a 49 | 4     |
| 8     | 40 a 44 | 4     |
| 0     | 35 a 39 | 8     |
| 0     | 30 a 34 | 0     |
| 8     | 25 a 29 | 8     |
| 4     | 20 a 24 | 0     |
| 8     | 15 a 19 | 8     |
| 8     | 10 a 14 | 8     |
| 4     | 5 a 9   | 8     |
| 0     | 0 a 4   | 4     |

## Economia
El 2007 la població en edat de treballar era de 80 persones, 57 eren actives i 23 eren inactives. De les 57 persones actives 53 estaven ocupades (27 homes i 26 dones) i 4 estaven aturades (4 dones i 4 dones). De les 23 persones inactives 13 estaven jubilades, 6 estaven estudiant i 4 estaven classificades com a «altres inactius».

### Ingressos
El 2009 a Singly hi havia 51 unitats fiscals que integraven 122 persones, la mediana anual d'ingressos fiscals per persona era de 19.366,5 €.

### Activitats econòmiques
Dels 6 establiments que hi havia el 2007, 1 era d'una empresa extractiva, 2 d'empreses de construcció, 2 d'empreses de comerç i reparació d'automòbils i 1 d'una empresa de transport.
Dels 2 establiments de servei als particulars que hi havia el 2009, 1 era una fusteria i 1 lampisteria.
Dels 2 establiments comercials que hi havia el 2009, 1 era una llibreria i 1 una botiga de roba.
L'any 2000 a Singly hi havia 6 explotacions agrícoles que ocupaven un total de 510 hectàrees.

## Poblacions més properes
El següent diagrama mostra les poblacions més properes.